# Zenless Zone Zero
Zenless Zone Zero (Tiếng Trung: 绝区零; bính âm: Jué qū líng) là trò chơi hành động nhập vai giả tưởng được phát triển và phát hành bởi công ty miHoYo (Cognosphere). Zenless Zone Zero được dự kiến phát hành trên các nền tảng Microsoft Windows, iOS, Android và Console. Zenless Zone Zero đã chính thức ra mắt toàn cầu vào ngày 04 tháng 07 năm 2024 (theo giờ Việt Nam)

## Cách chơi
Zenless Zone Zero là một trò chơi hành động nhập vai lấy bối cảnh đô thị viễn tưởng kết hợp với cơ chế roguelike. Người chơi được vào vai một Proxy, vật hỗ trợ người chơi khám phá các chiều không gian nguy hiểm là Hollow. Khi người chơi lên cấp, họ sẽ được tuyển các thành viên mới vào nhóm để tiếp tục chiến đấu với Ethereal và những kẻ thù khác. Bằng cách kết hợp chiêu thức của các thành viên khác nhau, người chơi có thể thi triển nhiều combo và tối ưu sát thương tác dụng lên đối thủ.

## Bối cảnh
Zenless Zone Zero lấy bối cảnh trong một thành phố viễn tưởng - New Eridu vào thời kì hậu tận thế. Từ các chiều không gian Hollow, hàng ngàn thực thể Ethereal đã xâm nhập vào thế giới con người và tàn sát hàng triệu mạng sống với mục tiêu cuối cùng là xóa sổ nhân loại. Tuy vậy, những người sống sót đã thành lập thành phố New Eridu nhằm bảo vệ nhân loại khỏi Ethereal. Người dân thành phố Eridu sử dụng chính công nghệ và tài nguyên của Ethereal để tiêu diệt chúng.

## Phát triển
HoYoverse thông báo về trò chơi vào tháng 5 năm 2022 và tổ chức thử nghiệm phiên bản beta kín cho PC và iOS vào tháng 8 năm 2022.